# پل والری

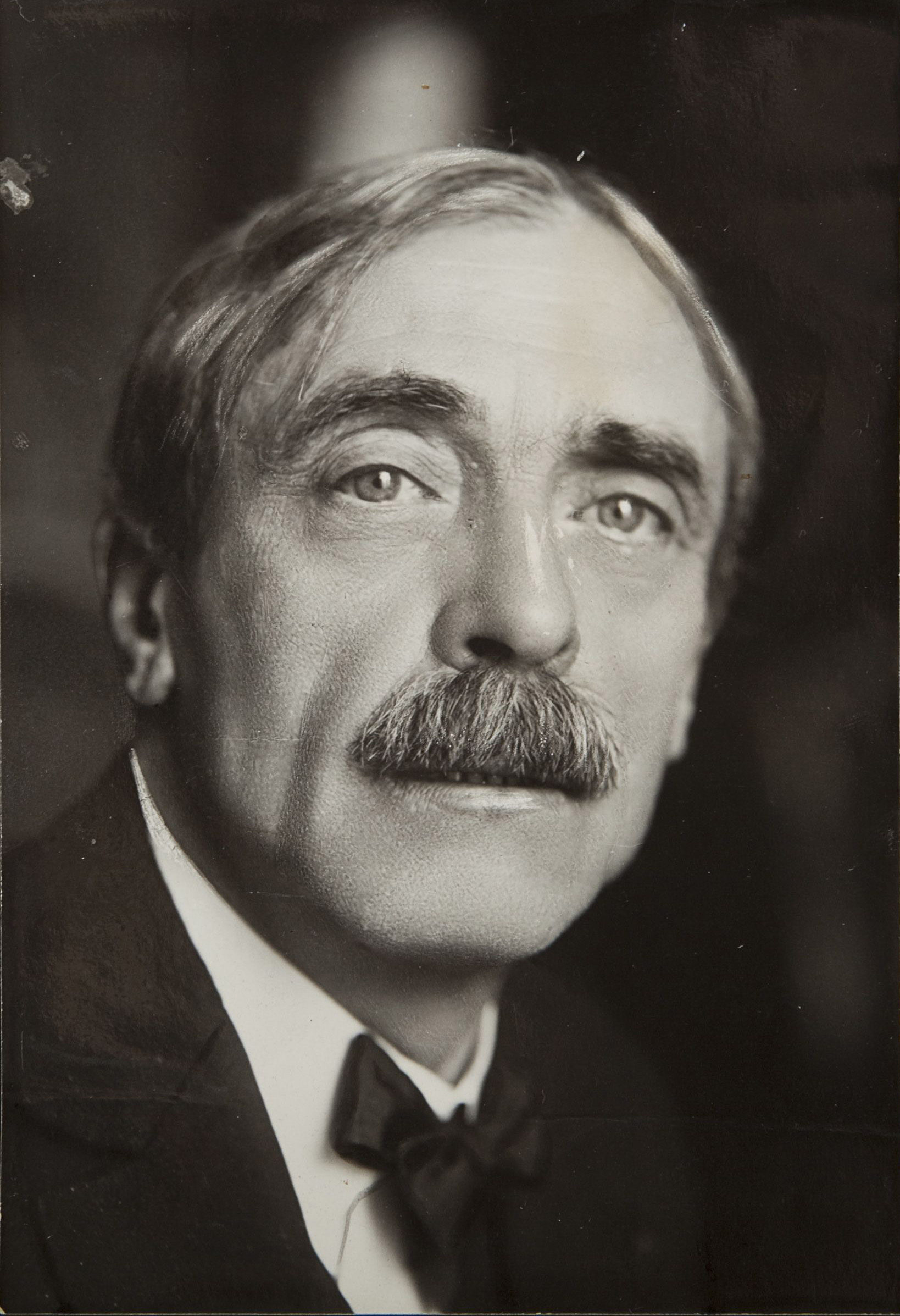
پل والری در سال ۱۹۲۰.

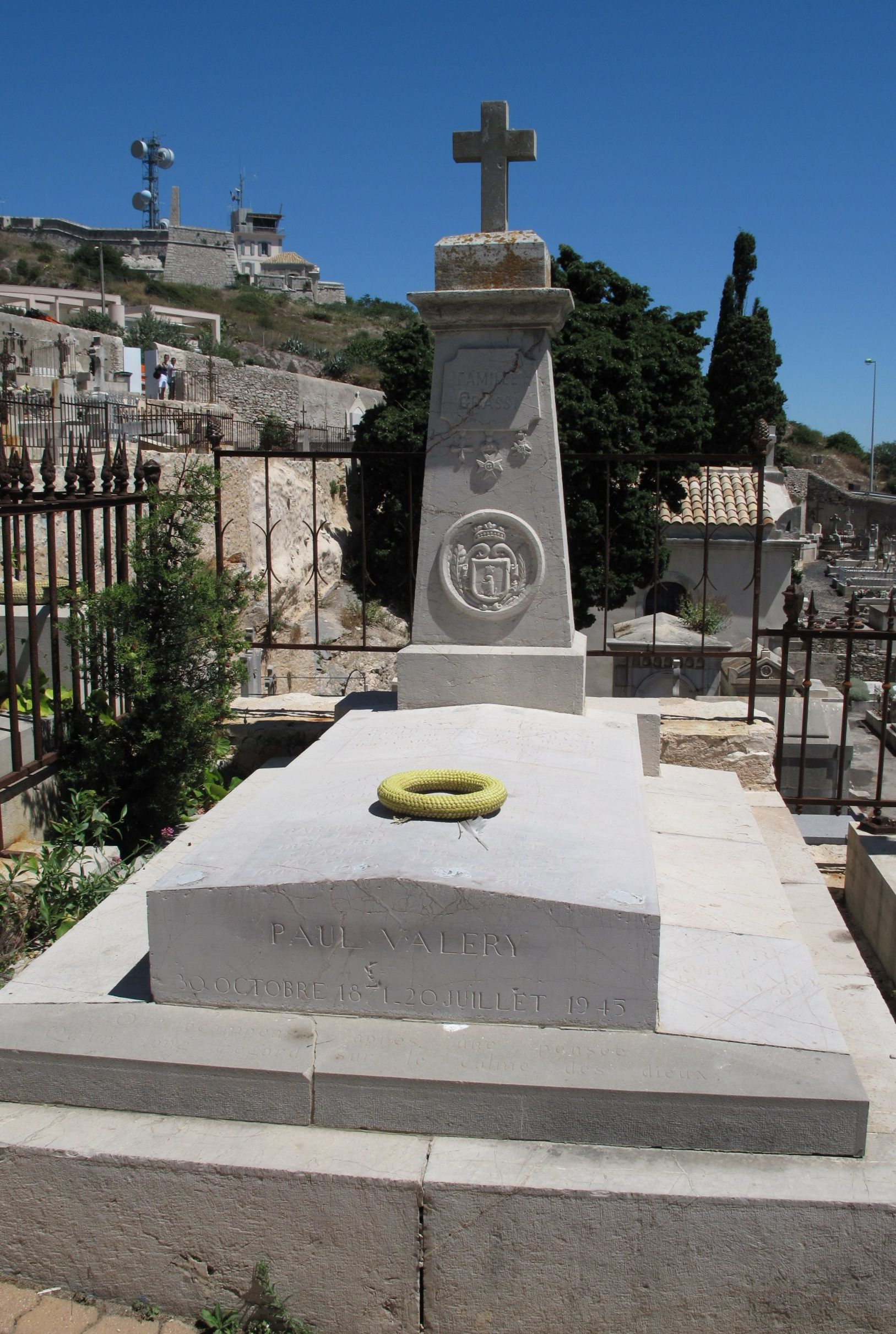
آرامگاه پل والری در قبرستان دریایی ست.

پل والری (به فرانسوی: Paul Valéry) (زاده ۳۰ اکتبر ۱۸۷۱ - درگذشته ۲۰ ژوئیه ۱۹۴۵)، شاعر، نویسنده و فیلسوف فرانسوی است.
او در شهر ست یکی از شهرهای ساحلی واقع در جنوب فرانسه چشم به جهان گشود. تحصیلات خود را در شهر ست و مون‌پلیه گذراند. در سال ۱۸۸۹ در رشته حقوق ادامه تحصیل داد. در همین سال اشعار خود را در «نشریه دریایی مارسی» منتشر نمود. در سال ۱۸۹۰ دیدار با پیر لوئی به تغییر مسیر معنوی زندگی او منجر گردید. بعد از آن با آندره ژید و استفان مالارمه آشنا شد. پل والری بارها تأکید کرده که شبی در شهر جنوا (شهری بندری در شمال غربی ایتالیا در نزدیکی مرز فرانسه) حسی به او دست داده که باعث دگرگونی درونی او شده‌است.
در سال ۱۸۹۴ به پاریس رفت و به کارهای دولتی مشغول شد. در سال ۱۹۱۷ تحت تأثیر آندره ژید دوباره به دنیای شاعری بازگشت. در سال ۱۹۲۰ «قبرستان دریایی» و دو سال بعد مجموعه «افسون‌ها» را سرود. در سال ۱۹۲۵ عضو آکادمی فرانسه شد. چند هفته پس از جنگ جهانی دوم، در ۲۰ ژوئیه ۱۹۴۵ در ۷۳ سالگی دیده بر جهان فروبست و بعد از مراسم ملی تشییع و خاکسپاری به در خواست ژنرال دوگل در قبرستانی کنار دریا در شهر زادگاهش دفن شد. پل والری دوازده بار نامزد دریافت جایزهٔ نوبل ادبیات شد.